# Birmingham and Oxford Junction Railway
Die Birmingham and Oxford Junction Railway  war eine Eisenbahngesellschaft in England in der Grafschaft Warwickshire.
Die Gesellschaft wurde am 3. August 1846 gegründet. Die geplante Bahnstrecke sollte die L&NWR in Birmingham mit der Bahnstrecke der Oxford and Rugby Railway bei Knightcote verbinden. Es war beabsichtigt, die Gesellschaft mit der ebenfalls am 3. August 1846 gegründeten Birmingham, Wolverhampton and Dudley Railway zu fusionieren und diese Gesellschaft dann an die Great Western Railway (GWR) zu verpachten.
Die London and North Western Railway versuchte die Übernahme der Gesellschaft durch die GWR zu verhindern. Erst eine Untersuchungskommission des Parlamentes erklärte den Pachtvertrag der GWR vom 12. November 1846 für gültig. Zwischenzeitlich war die Oxford and Rugby Railway übernommen worden. Am 31. August 1848 wurde die Gesellschaft in die Great Western Railway integriert.
Die Bahnstrecke von Oxford wurde am 2. September 1850 bis Banbury und am 1. Oktober 1852 schließlich bis Birmingham als dreigleisige Strecke (Breitspur/Normalspur) eröffnet. Die Strecke von Birmingham über Wolverhampton nach Dudley wurde am 14. November 1852 in Breitspur von 2,14 Meter eröffnet.
Am 1. April 1869 wurden die Strecken auf Normalspur umgebaut. 